# Encephalartos bubalinus
Encephalartos bubalinus är en kärlväxtart som beskrevs av Ronald Melville. Encephalartos bubalinus ingår i släktet Encephalartos och familjen Zamiaceae. IUCN kategoriserar arten globalt som nära hotad. Inga underarter finns listade i Catalogue of Life.